# 1996年の政治
1996年の政治（1996ねんのせいじ）では、1996年（平成8年）の政治分野に関する出来事について記述する。

## できごと

### 1月

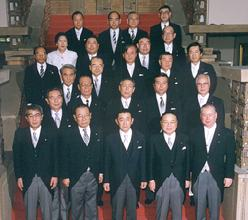
第一次橋本内閣成立。村山首相の突然の辞意によって、1993年以来の自民党首相内閣が復活した。

- 1月1日 -  社会党の矢田部理らが新社会党を結成する。
- 1月5日 -  村山富市内閣総理大臣が辞意を表明する。
- 1月6日 -  アンドレイ・コズイレフ露外相が更迭される。
- 1月9日 -  コズイレフ外相の後任にエフゲニー・プリマコフ対外情報庁長官が任命される。
- 1月11日
  -  村山内閣総辞職。
  -  首班指名選挙。内閣総理大臣に橋本龍太郎自由民主党総裁が指名される。
  -  第1次橋本内閣成立。副首相・蔵相に社会党の久保亘、厚相に新党さきがけから菅直人、内閣官房長官に梶山静六らが入閣。
- 1月14日 -  1996年ポルトガル共和国大統領選挙投票。社会党のジョルジェ・サンパイオが当選。
- 1月16日
  -  院内会派「市民リーグ・民改連」結成。
  -  アナトリー・チュバイス露第一副首相（民営化担当）が罷免される。

### 2月
- 2月16日 -  ボリス・エリツィン露大統領がエカテリンブルクで大統領選挙立候補を宣言する。

### 3月
- 3月3日 -  1996年スペイン議会総選挙投票。国民党が第1党。
- 3月23日 -  1996年中華民国総統選挙投票。中華民国（台湾）史上最初の正副総統の直接民選選挙。国民党の李登輝・連戦が当選。

### 4月
- 4月11日 -  韓国第15回総選挙投票。
- 4月21日 -  1996年イタリア総選挙投票。

### 5月
- 5月5日 -  スペインの首相に国民党のホセ・マリア・アスナール党首が就任。
- 5月17日
  - / 訪米中の大田昌秀沖縄県知事、ウィリアム・J・ペリー米国防長官と沖縄の米軍基地整理・縮小計画に対する地元の考え方を直接説明するために初めて会談。両者の主張は平行線に終わる。
  -  宮城県気仙沼市で「洋上投票実現の会」設立総会開催。気仙沼中央公民館に漁船員OB約500名が集合[1]。
- 5月31日 -  1996年チェコ議会下院選挙投票（6月1日まで）。

### 6月
- 6月16日 -  1996年ロシア大統領選挙第1回投票。過半数に達した候補者が無く、1位のボリス・エリツィンと2位のゲンナジー・ジュガーノフで決選投票。
- 6月17日 -  エリツィン大統領、パーヴェル・グラチョフ国防相を解任。
- 6月18日 -  エリツィン大統領、大統領選挙で3位だったアレクサンドル・レーベジをロシア連邦安全保障会議書記兼大統領補佐官に任命する。決選投票に向けて自陣営に取り込み。
- 6月20日 -  エリツィン大統領、大統領選挙延期を主唱したアレクサンドル・コルジャコフ大統領警備局長、ミハイル・バルスコフ連邦保安庁（FSB）長官、オレグ・ソスコヴェツ第一副首相を解任。

### 7月
- 7月3日 -  1996年ロシア大統領選挙第2回投票。ボリス・エリツィンが当選。

### 8月
- 8月10日 -  ロシア連邦議会下院国家会議臨時議会、ヴィクトル・チェルノムイルジン首相を承認。

### 9月
- 9月11日 -  「民主党設立委員会」結成の呼びかけ。呼びかけ人は鳩山由紀夫、鳩山邦夫、菅直人、岡崎トミ子。
- 9月17日 -  「民主党設立委員会」結成。
- 9月27日 -  衆議院が解散される（「小選挙区解散」）。
- 9月28日 -  市民リーグ解散。
- 9月29日 -  民主党結成。党代表に菅直人（政務）、鳩山由紀夫（党務）を選出。

### 10月
- 10月8日 -  衆議院選挙公示。
- 10月20日

第41回衆議院議員総選挙の結果。この選挙は始めて小選挙区比例代表並立制の下で実施された。自民党は239議席で第一党となり、社会民主党、新党さきがけと連立内閣を維持した。社民党、さきがけはそれぞれ激減した。野党第一党の新進党は選挙前より4議席減の156議席に留まり党内抗争が激化することとなる。また、総選挙前に第三極として結成された民主党は現有議席52議席を維持するに留まった。

  -  第41回衆議院議員総選挙。自民党は239議席を獲得し第1党。新進党は156議席と伸び悩む。
  -  1996年リトアニア議会選挙第1回投票。

### 11月
- 11月5日 -  1996年アメリカ合衆国大統領選挙で現職のビル・クリントン大統領が再選される。
- 11月7日
  -  第2次橋本内閣成立。社民党、新党さきがけは閣外協力に転じ、自民党単独政権となる。蔵相に三塚博、厚相に小泉純一郎、建設相に亀井静香、内閣官房長官に梶山静六。
  -  エリツィン露大統領、心臓バイパス手術。
- 11月15日 -  1996年チェコ議会上院選挙第1回投票（11月16日まで）。
- 11月21日 -  リトアニア議会総選挙決選投票。
- 11月22日 -  チェコ議会上院選挙第2回投票（11月23日まで）。

### 12月
- 12月26日 -  羽田孜、奥田敬和、畑英次郎らが新進党を離党し、太陽党を結成。